# گورستان هرقتگه
گورستان هرقتگه مربوط به احتمالاً دوره کالکولتیک (مس‌سنگی) است و در شهرستان ایلام، بخش مرکزی، دهستان میش خاص، روستای بلیین واقع شده است. این اثر در تاریخ ۳۰ دی ۱۳۸۵ با شمارهٔ ثبت ۱۶۹۶۱ به عنوان یکی از آثار ملی ایران به ثبت رسیده است.